# اچ‌دی ۱۲۸۱۹۸
اچ‌دی ۱۲۸۱۹۸ یک ستاره است که در صورت فلکی گاوران قرار دارد.